# За рубежом (журнал)
«За рубежо́м» — советский, затем российский ежемесячный журнал и еженедельная газета издававшийся с перерывами начиная с 1930 года по 2015 годы.

## Журнал-газета 1930-х годов
Издание организовано в 1930 году по инициативе и под редакцией Максима Горького как ежемесячный журнал, посвящённый обозрению событий в капиталистическом мире. В 1932 году, после реорганизации, журнал стал выходить 3 раза в месяц в формате журнал-газета. Выпускался в акционерном издательстве «Огонёк», основанном журналистом Михаилом Кольцовым, которое в августе 1931 года было преобразовано в «Журнально-газетное объединение». Освещал важнейшие события и явления за рубежом, публиковал документальные, переводные статьи советских и зарубежных авторов — публицистов и писателей. Особо актуальным темам посвящались отдельные тематические номера. В 1936 году, после смерти Горького, издание возглавил Кольцов. В 1938 году выпуск журнала прекращён.

## Еженедельная газета 1960-х - 1990-х годов

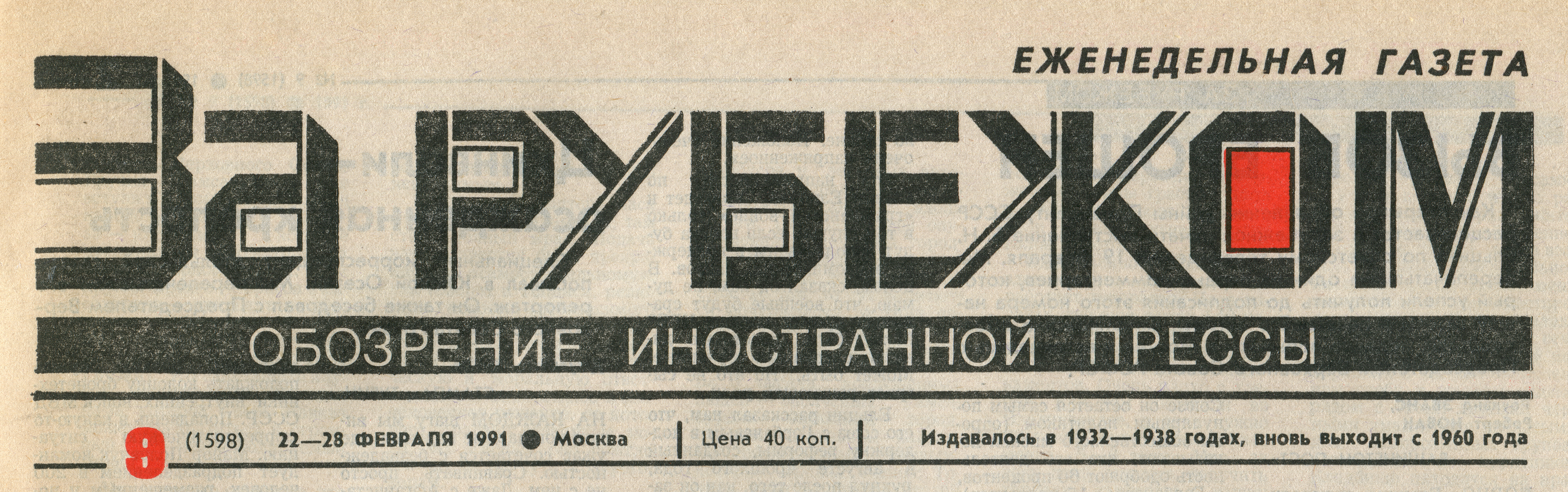
«За рубежом». 22-28 февраля, 1991 года

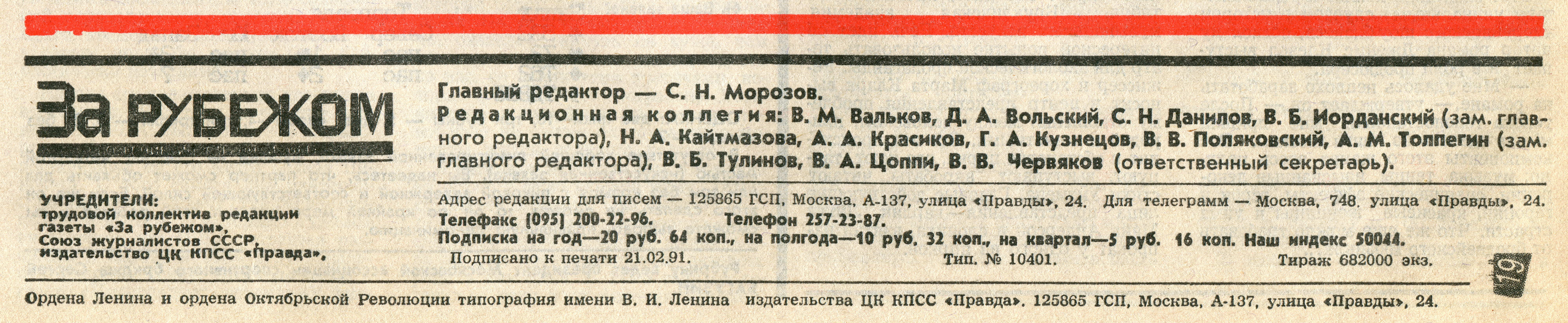
Выходные данные

18 июня 1960 года вышел первый номер газеты «За рубежом», изданный Союзом журналистов СССР при поддержке Алексея Аджубея. Являлся еженедельным обозрением иностранной прессы, публиковал материалы из иностранной печати, статьи советских и зарубежных журналистов. Освещал культурные, научно-технические, политические и экономические процессы за рубежом. Тираж газеты на 1972 год составил 1 000 000 экз. Начиная с 1991 года учредителем газеты был трудовой коллектив.

## 2000-е годы
В 2000 году газета «За рубежом» издавалась редакционно-издательским домом «Новая газета». В том же году выпуск издания был прекращён.
В 2006 году выпуск возобновила «Евразийская Медиа Группа», преобразовавшая издание в ежемесячный журнал с бесплатным распространением. Обозрение иноязычной прессы становится лишь небольшой частью «За рубежом», основное наполнение журнала — колонки иностранных корреспондентов, анализ событий в политике и экономике, материалы о путешествиях и отдыхе, культуре и шоу-бизнесе, тест-драйвы автомобилей, обзоры IT-новинок. C 2010 года у журнала изменился дизайн, появились новые рубрики. Издание состоит из 4 блоков: субъектив (колонки известных и просто талантливых специалистов в сфере медиа, живущих в самых разных странах мира), картина мира (события), крупным планом (основная тема номера), стиль жизни (англ. lifestyle) Тираж журнала — 90 тыс. экз. (у сдвоенных номеров (июль-август и январь-февраль) — 180 тыс. экз.). В 2015 году прекращен выпуск печатной версии журнала, последний выпущенный № 89 (2862) май-июнь 2015 года.

### Аудитория журнала
Мужчины — 55 %

Женщины — 45 %

Возраст: 25—50 лет

Доход: выше среднего, высокий.

Образ читателя «За рубежом» (по данным Gallup Media): руководители и топ-менеджеры, владельцы и совладельцы бизнеса, представители среднего класса. Люди с позитивным мышлением, восприимчивые к новым идеям, часто посещают рестораны, театры, галереи, концерты, выставки, много путешествуют, получают образование за рубежом, повышают профессиональный уровень. При выборе товаров и услуг ориентируются прежде всего на качество и репутацию производителя, а не на цены.

## Главные редакторы
- Максим Горький (1932—1936)
- Михаил Кольцов (1936—1938)
- Даниил Краминов (1960—1986)
- Михаил Александрович Фёдоров (1986—1989?)
- Сергей Николаевич Морозов (1989—1999)[2]
- Алексей Новиков (2000—2006)
- Наталья Шастик (2006)
- Максим Грибоедов (2007—2009)
- Алексей Зайцев (2009—2010)
- Илья Борисенко (2010—2019)
- c 2019 года продвигается digital-агентством AYEPS

## Журналисты, работавшие в издании
- Азарий Мессерер (1972—1974)

## Награды
За долгие годы своей деятельности и успешного сотрудничества журнал «За рубежом» получил множество наград. Среди них:
- Орден Трудового Красного Знамени (1977)
- Орден «Знак Почёта» (1982)
- Почётная грамота Президиума Верховного Совета РСФСР (1986)

Благодарственные письма:
- От министерства туризма Израиля (2013)
- От всемирного фонда дикой природы (WWF)
- От дирекции международного конкурса деловой журналистики «PRESSЗВАНИЕ» (2009)
- Международного фестиваля «Усадьба. Джаз»
- Национальной премии «Автоперсона России−2009»

Сертификаты:
- Сертификат Международной специализированной выставки «Трубопроводный транспорт−2007»
- Сертификат Международного профессионального форума российских издателей «Издательский бизнес 2007»

Дипломы:
- Диплом национальной премии в области медиабизнеса «Медиа-Менеджер России» (2007)
- Диплом V Международной туристской выставки «ИНТУРМАРКЕТ−2010»
- Дипломы участника выставки «Экономическое и бизнес-образование» (2010, 2011)
- Диплом участника выставки «Магистратура и дополнительное образование» (2011)
- Диплом участника выставки «Частные школы» (2010)
- Диплом участника выставки «Высшее образование для ваших детей» (2011)
- Диплом участника выставки «МВА 2011 Экономическое и бизнес-образование» (2011)
- Диплом участника выставки «Executive MBA и обучение для топ-менеджеров» (2010)
- Диплом участника выставки «Executive MBA and Executive Education Fair» (2010)